# Swartzia langsdorffii
Swartzia langsdorffii é uma espécie endêmica do Brasil também conhecida pelos nomes polpulares: pacová-de-macaco, jacarandá-banana jacarandá-de-sangue, banana-de-papagaio.

## Morfologia
A S. langsdorfii atinge altura de oito a catorze metros, diâmetro de tronco de quarenta a sessenta centímetros; seus ramos são levemente estrigosos; possui folhas compostas com sete a oito folíolos, possui estípulas caducas; as estípulas são glabras, subuladas, lineares, lanceoladas; peciólulos pouco estrigosos, medianamente glabrescentes; folíolos de formato elíptico-ovalado, glabro, com dimensões de oito a doze por seis a sete centímetros de comprimento e largura respectivamente; inflorescência ou panículas racemosas, ramifloras axilares; brácteas caducas, triangulares ou amplamente ovadas; suas flores possuem bractéolas persistentes ou decíduos, cálice glabro, de quatro segmentos, coriáceo, espesso, corola de pétalas brancas e persistentes, androceu de dois a quatro estames, maiores, caduco, glabro, com antera levemente oblata, estames, menores, glabros, com anteras levemente oblatas; gineceu glabro, com estigma punctado, com ovário de  formato curvo a elíptico; seus frutos possuem formato de ovado a oblongo no contorno lateralmente compresso.

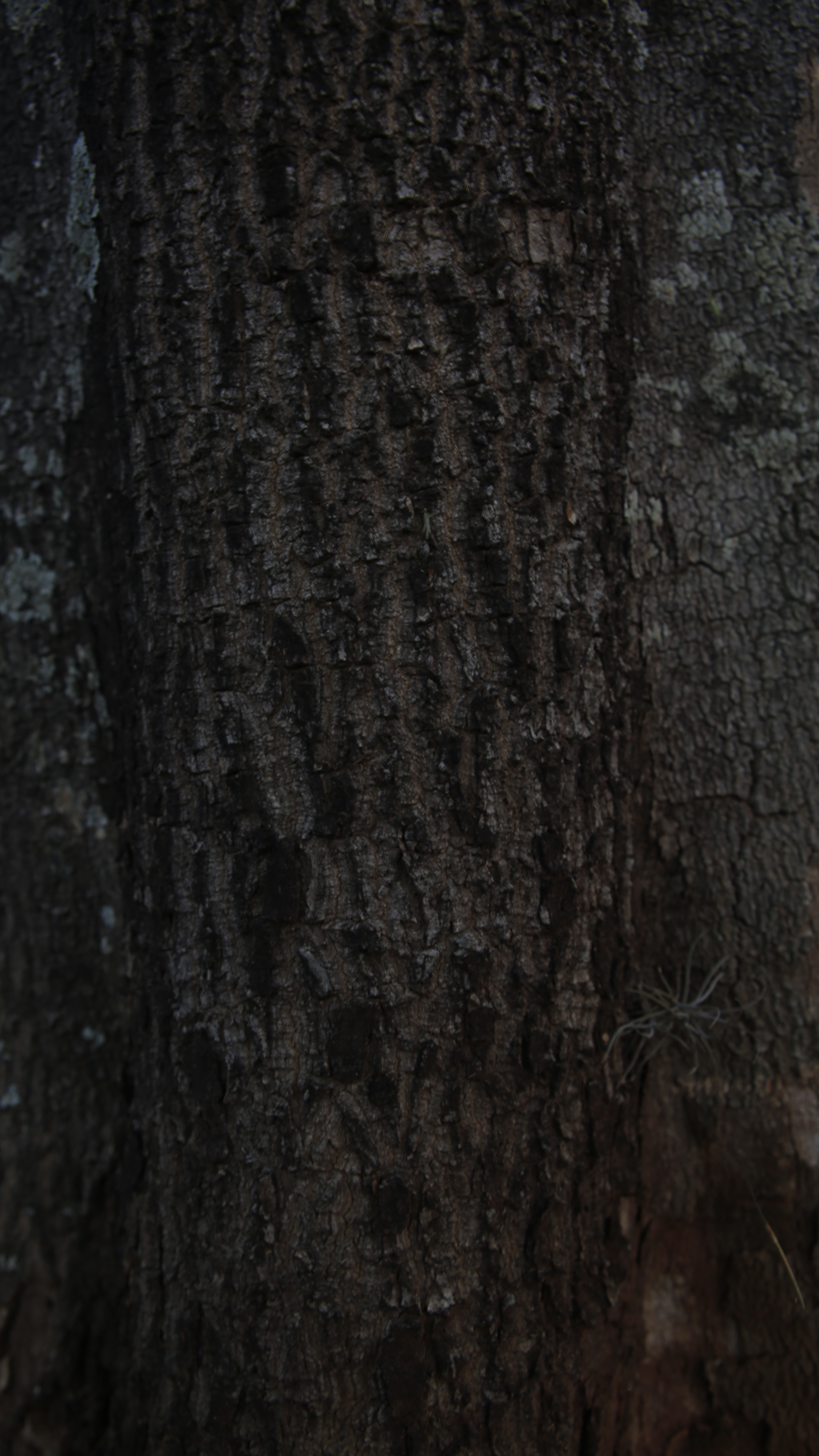
Tronco de S. langsdorfii.
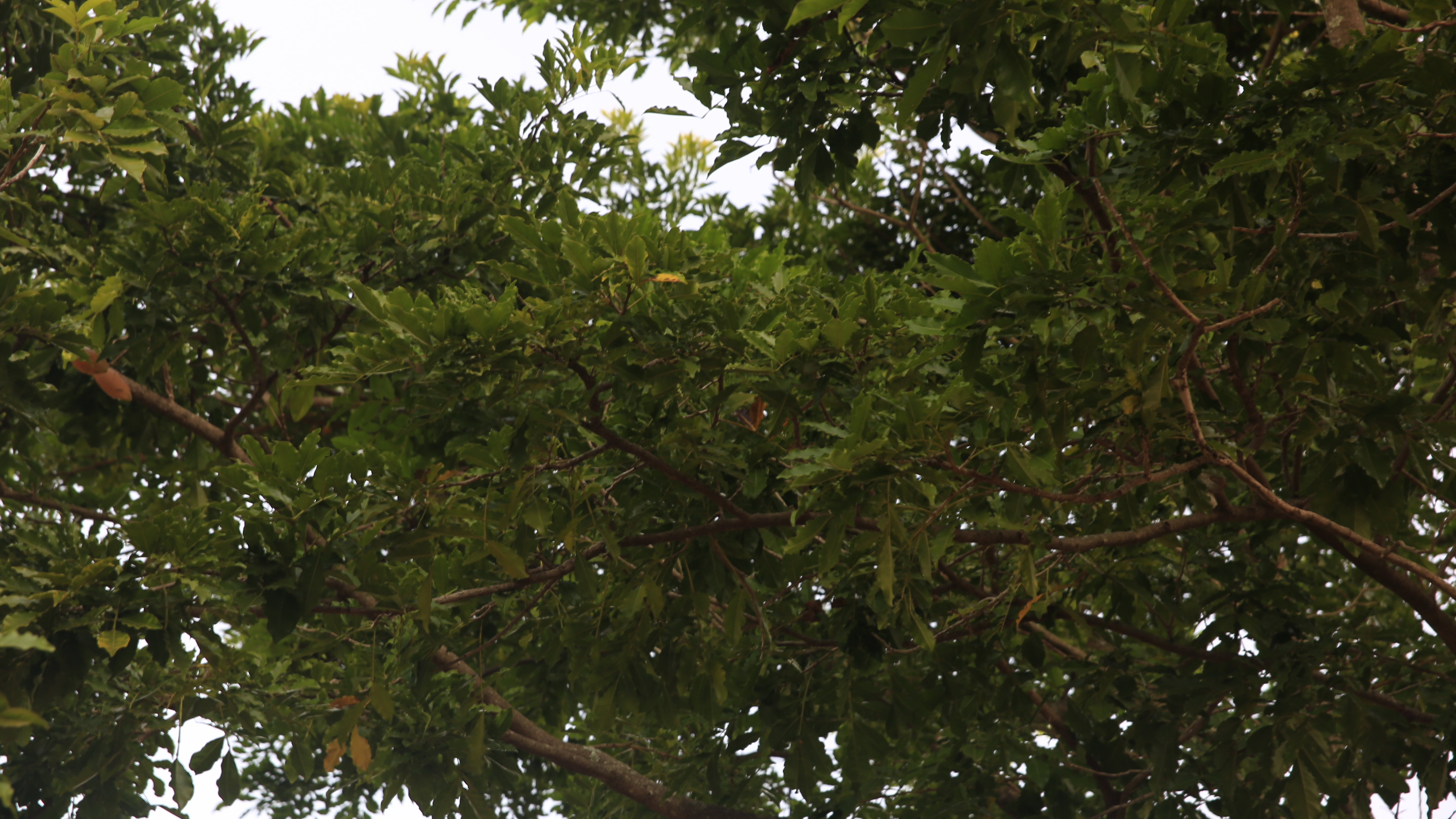
Folhas compostas e, a esquerda, frutos maduros (amarelos) de S. langsdorfii.
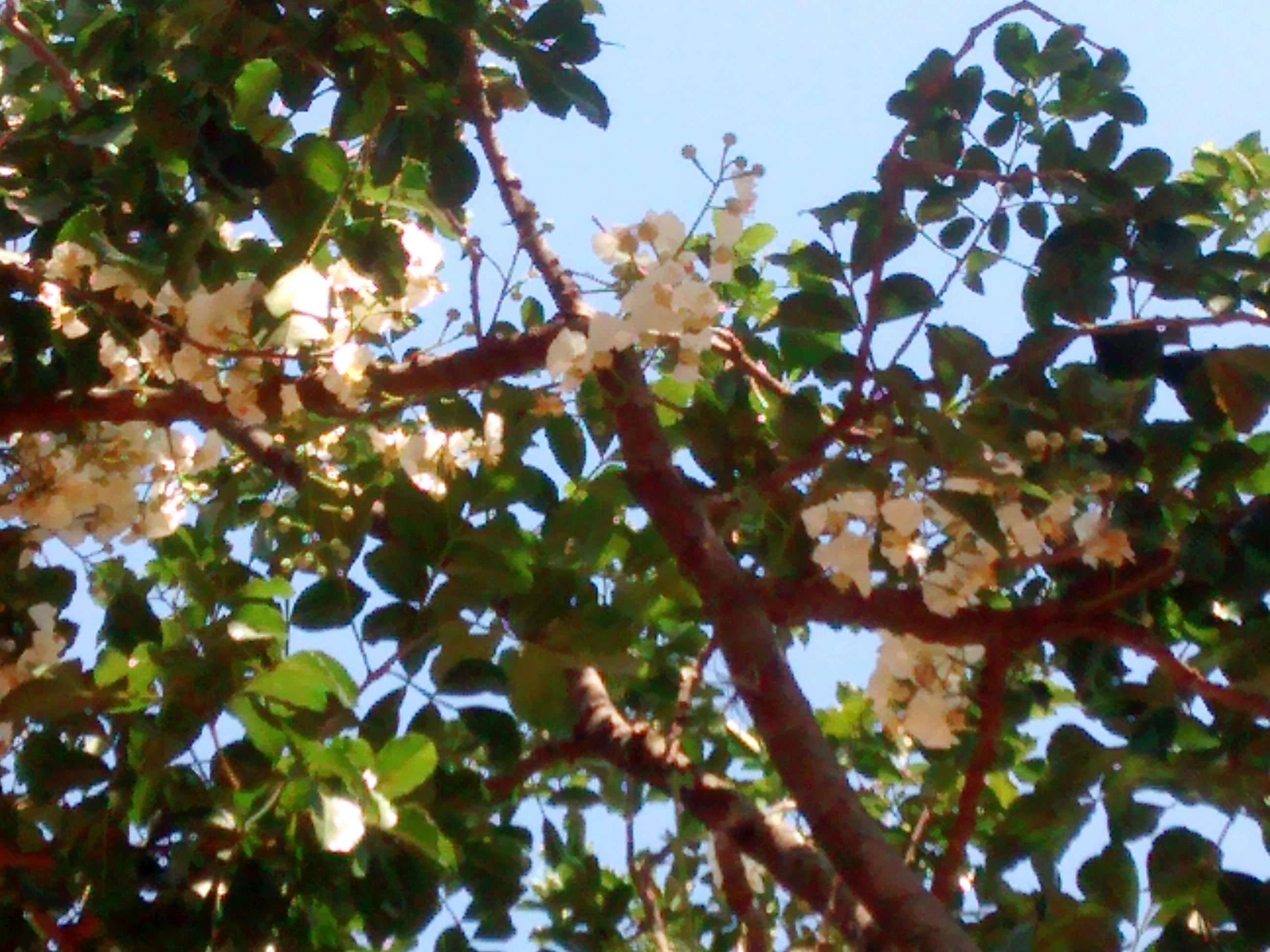
Flores de S. langsdorfii.
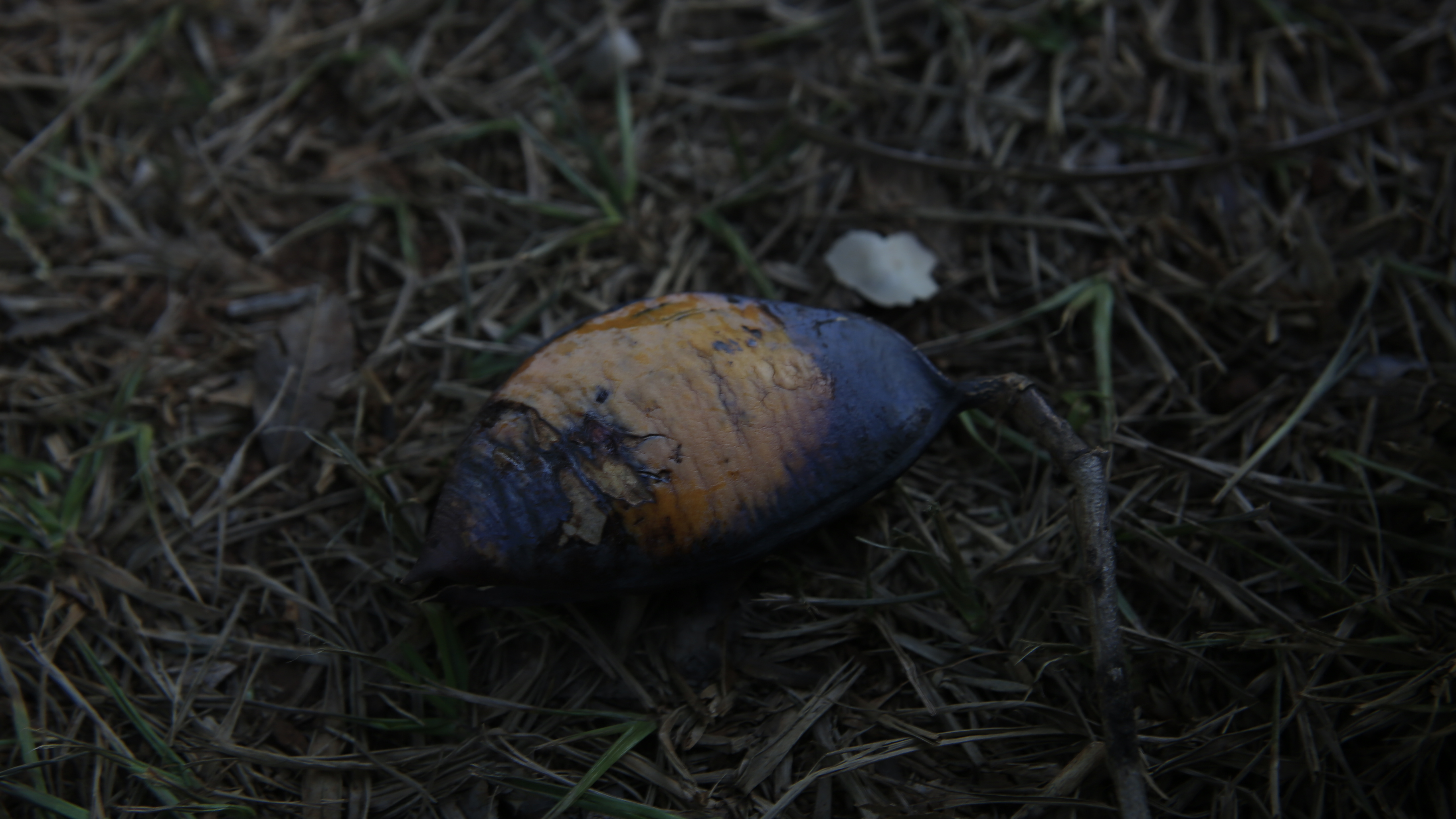
Fruto caído de S. langsdorfii.
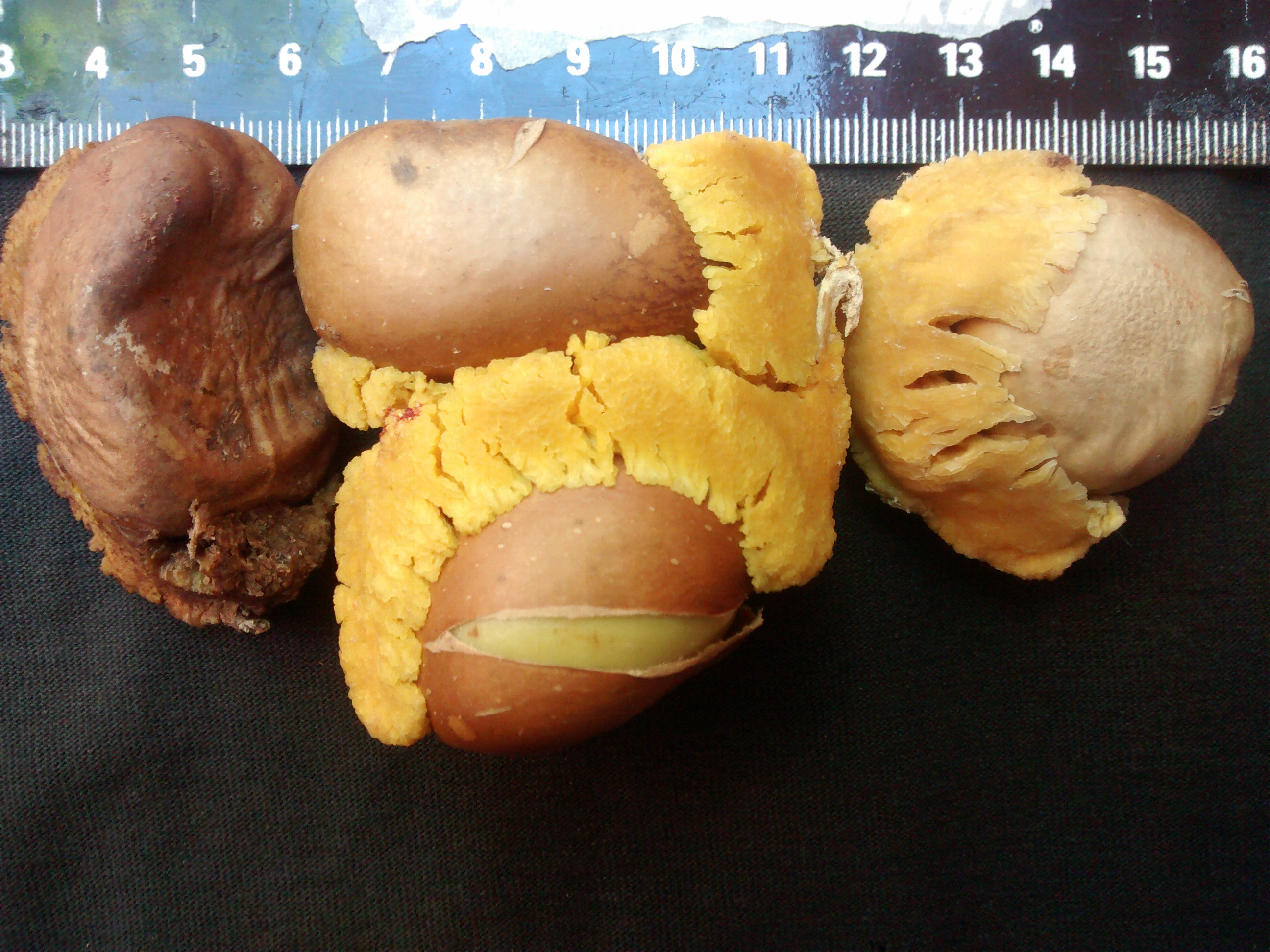
Sementes de S. langsdorfii e escala.

## Ecologia
A S. langsdorfii é perenifólia, esciófita; apresenta distribuição irregular, descontínua e de muito baixa frequência.
Seus frutos são apreciados por muitas espécies da fauna, que se alimentam do arilo suculento que envolve parte da semente.

### Fenologia
Floresce de setembro a janeiro; produz quantidade regular de sementes viáveis anualmente; a maturação dos frutos ocorre de fevereiro a abril.

## Distribuição geográfica
A S. langsdorfii é considerada uma espécie endêmica brasileira e tem ocorrência confirmada na Região Sudeste do Brasil nos estados de Minas Gerais, Rio de Janeiro e São Paulo no bioma Mata Atlântica em vegetação do tipo Floresta Ombrófila, principalmente na Serra do Mar.

## Madeira
Sua madeira é moderadamente densa, é fácil de trabalhar, possui resistência mediana e durabilidade média em exposição ao tempo.

## Utilidade
Sua madeira é utilizada na construção civil, tanto em obras internas quanto externas; também é usada na marcenaria e na carpintaria.